# Parakonodont
Parakonodonterna var en djurgrupp som levde under kambrium. Huruvida parakonodonterna och konodonterna är nära släkt är omdebatterat. Man har ännu inte hittat någon fossiliserad kropp efter en parakonodont. Man vet därför inte vad det var för djur eller hur det såg ut. Det som finns bevarat är små mikrofossil vilka många forskare har tolkat som tänder, antingen till någon form av mask eller till en fiskliknande varelse. Tidigare trodde man att parakonodonterna och konodonterna var nära släkt.